# Таргарієни
Таргарієни — королівська династія у творах американського письменника-фантаста Джорджа Р. Р. Мартіна з циклу «Пісня Льоду й Вогню» і з циклу, що примикає до нього, «Повісті про Данка та Еґа».
Таргарієни були однією з аристократичних сімей Валірії, які вміли керувати драконами; згідно з переказами, у їхніх жилах текла драконяча кров. Через багато років після падіння Валірії Еґон I Таргарієн вдерся з трьома драконами у Вестерос, підкорив королівства андалів і перших людей і проголосив себе королем на Залізному Троні. Його нащадки правили Вестеросом протягом майже трьохсот років. У ході повстання кількох великих будинків Таргарієни були повалені, і королем став Роберт Баратеон.
На прапорі Таргарієнів зображений триголовий дракон, червоний на чорному, три голови символізують Еєгона і його сестер. Їхній девіз: «Полум'я і кров». Таргарієнам належали Червоний Замок у Королівській Гавані та острівний Драконячий Камінь — давня валірійська фортеця в Вузькому Морі. У минулому вони також мали літню резиденцію в дорнійських горах — Літній Замок. Характерними рисами представників роду у Вестеросі, згідно з Джорджем Мартіном, є дивовижна або навіть нелюдська краса, бузкові, індигові або фіолетові очі, срібне з золотим відливом або платиново-біле волосся.

## Рання історія та завоювання Вестероса
У Валірійському Фригольді Таргарієни входили до сорока знатних і стародавніх домів, що борються за владу і володіють драконами, але були далеко не наймогутнішими з них. За 12 років до Року Валірії дочка нобіля Ейнара Таргарієна — Дейніс Сновидиця побачила Рок і вмовила батька покинути Валірію. Ейнар Таргарієн продав свої володіння у Фрігольді і Краї Довгого Літа і переїхав з усіма своїми дружинами, багатствами, рабами, драконами, братами, сестрами і дітьми на Драконів Камінь — похмуру острівну фортецю під горою, що куриться в Вузькому морі вже двісті років. У самій Валірії цей вчинок назвали виявом слабкості та визнанням поразки. Однак пророцтво Дейніс збулося і Валірія впала.
Таргарієни правили Драконовим Каменем протягом наступних ста років — цей час прозвали Кривавим Століттям. Становище острова забезпечувало їм владу над Чорноводною затокою і дозволяло Таргарієнам та їхнім найближчим союзникам, Веларіонам з Дріфтмарку, збагатитися на поборах з торгових суден, що проходили. Кораблі Веларіонів та ще одного союзного валірійського дому, Келтіґарів із Клішні, стерегли середню частину Вузького моря, тоді як Таргарієни панували в небесах — на спинах своїх драконів.
Ґеймон Таргарієн, брат і чоловік Дейніс Сновидиці, успадкував правління Драконовим Ккаменем від Ейнара Вигнанця і став відомий як Ґеймон Славетний. Син Ґеймона Еґон і його дочка Елейна правили разом після його смерті. Після них лордство послідовно переходило до сина Еґона та Елейни, Мейґона, його брата Еріса, а тоді до синів Еріса — Елікса, Бейлона та Дейміона. Останнім із трьох братів був Дейміон, чий син Еріон успадкував Драконів Камінь. Еріон одружився з Валейною Веларіон, їх єдиним сином і другою дитиною був майбутній Еґон Завойовник. Еґон одружився з обома своїми сестрами, Вісеньєю і Рейніс.
Із п'яти вивезених із Валірії драконів четверо померли, до днів Еґона дожив лише Балеріон. Проте з двох яєць дракона вилупилися ще дракони, Вейґар і Мераксес.
Протягом більшої частини століття, що пройшло після загибелі Валірії, дім Таргарієнів був зайнятий здебільшого сходом, а не заходом, і мало цікавився справами Вестероса. Еґон I першим задумався про підкорення Західних королівств. За роки до Завоювання він наказав вирізати Розписний стіл, який мав форму материка Вестерос із нанесеними на нього географічними об'єктами. Еґон і Вісенья в юності відвідували Цитадель у Старгороді, а також брали участь у соколиному полюванні на Арборі на правах гостей лорда Редвіна. Можливо, вони відвідували і Ланніспорт.
Коли майбутній Завойовник був ще молодий, Волантіс запропонував приєднатися йому та його драконам до союзу проти інших Вільних міст, залишків колись великої Валірії, але він відмовився від цієї пропозиції. Тим не менш, коли армія Волантіса вторглася на землі Тайроша, Еґон зі своїм драконом Балеріоном Чорним Жахом приєднався до Штормового Короля Аргілака і Пентоса і виступив на стороні Тайроша.
Протягом усієї своєї попередньої історії Вестерос був роздробленим. У Вік Героїв тут існували сотні дрібних королівств Перших Людей. Пізніші вторгнення андалів і ройнарів, війни між сусідніми королівствами призводили до переділу кордонів, але нікому не вдавалося підкорити весь континент.
До часів Еґона Таргарієна, проте, на території Вестероса залишилося лише сім держав:
- держава королів Островів та Рік, правив рід Хоарів (Залізні Острови, Річкові Землі, частково Королівські Землі);
- держава Штормових королів, правив рід Дюррандонів (Штормові Землі, частково Королівські Землі);
- держава королів Утеса, рід Ланністерів (Західні Землі);
- держава королів Простору, рід Гарденерів (Простір);
- держава королів Півночі, рід Старків (Північ);
- держава королів Долини, рід Арренів (Долина Аррен);
- держава дорнійських принців, рід Мартеллів (Дорн).

## Правління Таргарієнів
Королі з династії Таргарієнів (зазначені дати правління в роках від висадки Еєгона):
| Ім'я в перекладі АСТ         | Назва в оригіналі за виданням Bantam Spectra | Опис, роки правління в хронології «Пісні Льоду та Вогню» |
| ---------------------------- | -------------------------------------------- | --- |
| Еґон I                       | Aegon I                                      | На прізвисько «Завойовник» перший король з династії Таргарієнів (1—37) |
| Ейніс I                      | Aenys I                                      | Син Еґона I та Рейніс (37-42) |
| Мейґор I                     | Maegor I                                     | На прізвисько «Жорстокий», син Еґона I та Вісеньї (42—48) |
| Джехеріс I                   | Jaehaerys I                                  | На прізвисько «Примиритель», син Ейніса I (48-103) |
| Вісеріс I                    | Viserys I                                    | На прізвисько «Молодий король», онук Джехеріса I (103—129) |
| Еґон II Узурпатор            | Aegon II                                     | Старший син Вісеріса I (129—131). Його права на трон були оскаржені його сестрою Ренірою Таргарієн, у зв'язку з чим почалася війна, відома як Танець Драконів. Обидва претенденти загинули в ній.        |
| Еґон III                     | Aegon III                                    | На прізвисько «Губитель Драконів», син Реніри (131—157). У його правління помер останній дракон Таргарієнів.                                                                                             |
| Дерон I                      | Daeron I                                     | На прізвисько «Молодий Дракон», старший син Еґона III (157—161). Підкорив Дорн, але не зміг утримати його та помер молодим.                                                                              |
| Бейлор I                     | Baelor I                                     | На прізвисько «Благословенний», король-септон, другий син Еґона III (161—171) |
| Вісеріс II                   | Viserys II                                   | Наймолодший син Реніри та її друга дитина від Деймона (171—172) |
| Еґон IV                      | Aegon IV                                     | На прізвисько «Негідний», старший син Вісеріса II (172—184) |
| Дерон II                     | Daeron II                                    | На прізвисько «Добрий», син Еґона IV (за іншою версією, заснованою на чутках, його молодшого брата Еймона на прізвисько «Драконолицар»). (184—209). Приєднав до королівства Дорн через династичні шлюби. |
| Еріс I                       | Aerys I                                      | На прізвисько «Книжник», другий син Дерона II (209—221). |
| Мейкар I на прізвисько Молот | Maekar I                                     | Четвертий син Дерона II Доброго (221—233). |
| Еґон V                       | Aegon V                                      | На прізвисько «Малоймовірний» і «Еґ», четвертий син Мейкара I (233—259). |
| Джехеріс II                  | Jaehaerys II                                 | Другий син Еґона V (259—262). |
| Еріс II                      | Aerys II                                     | На прізвисько «Божевільний король», останній король з династії Таргарієнів, син Джехеріса II (262—283)                                                                                                   |

Наступником Еґона став його старший син Ейніс, народжений від Рейніс — слабкий і хворобливий король, при якому в Харренхоллі, Долині Аррен та на Залізних Островах відбулися потужні бунти визвольного характеру. Під час його правління лорди та церковні ордени підняли повстання Святого Воїнства, однією з причин якого став інцестуальний зв'язок усередині правлячої династії.
Мейґор Таргарієн, молодший брат Ейніса (син Вісеньї) спочатку придушував повстання як правиця, проте незабаром посварився з королем через свій другий шлюб і пішов у вигнання у Вільні Міста. Ейніс помер від хвороби на Драконовому Камені і тоді його молодший брат зійшов на трон, а заразом і увійшов в історію як Меєгор Жорстокий. Саме він збудував у столиці Червоний Замок і наказав стратити всіх будівельників. Мало того, король-тиран вразив у поєдинку на драконах свого племінника — бунтаря Еґона, молодший брат якого Вісеріс помер від тортур у полоні, а останні три з шести дружин увійшли в історію як Чорні Наречені. Сам Мейґор був знайдений мертвим на Залізному Троні в розпал піднятого лордом Штормової Межі Робертом Баратеоном загального повстання.
Попри жорстокість Мейґора, покінчити з громадянською війною вдалося лише наступному правителю з цієї династії — Джехерісу Примирителю, сину Ейніса, який оголосив амністію повсталим. Джехеріс зі своєю сестрою та дружиною Алісанною та правицею септоном Бартом правив багато років і залишився в історії як Старий Король; його правління запам'яталося як пора миру та процвітання. Саме тоді було збудовано основні дороги Семи Королівств та було проведено кодифікацію законів. Хоча старші сини короля-миротворця Еймон і Бейлон, які шанувалися як спадкоємці, померли за його життя, а одна з дочок на ім'я Сера стала куртизанкою в Лисі. Мало того, принц Вейґон, син Старого Короля, став архімейстером Цитаделі.
Після смерті Джехеріса згідно з рішенням Великої Ради на трон зійшов його онук — Візерис I. Правління Молодого Короля було спокійним, на відміну від його особистого життя. Його дружина Ема Аррен, чия мати була однією з дочок Старого Короля, народила дочку Рейніру і померла, не залишивши синів. Дівчинку з дитинства виховували як майбутню королеву Семи Королівств, принцесу Драконячого Каменю. На це Вісеріса переконав піти його правиця сир Отто Хайтауер через свій конфлікт з братом короля принцом Деймоном. Через деякий час Вісеріс одружився вдруге з Алісент Хайтауер. Вона народила трьох синів. У своєму заповіті Вісеріс назвав Рейніру спадкоємицею та майбутньою королевою і потім помер від недуги.

## Шлюбна традиція
Щоб зберегти чистоту валірійської крові, Таргарієни намагалися укладати шлюби переважно всередині власного сімейства, причому найкращим варіантом вважалося одружитися з рідною сестрою (рідним братом). Деєніс Сновидиця була дружиною свого брата Геємона, у шлюбі перебували також їхні спільні діти, Еєгон та Елейна. Еєгон I Завойовник одночасно одружився зі своїми сестрами Вісенією і Реєніс. Королі з дому Таргарієнів Джеєхеріс I, Бейлор, Еєгон IV, Джейхейріс II та Еєріс II були одружені з рідними сестрами (Алісанною, Дейною, Неріс, Шерою та Рейелою відповідно). Син Еґона та Вісеньї Мейґор одружився з двоюрідною сестрою, дочкою Еєгона від Рейніс. Другим чоловіком принцеси (самопроголошеної королеви) Рейніри був її рідний дядько Деймон Таргарієн. Дейна Непокірна, дочка Еґона III, яка певний час була одружена зі своїм братом Бейлором, народила сина-байстрюка Деймона Чорножара (Таргарієна по батькові та матері, але народженого поза шлюбом) від двоюрідного брата Еґона IV.
У тих нерідких випадках, коли в роду не вистачало неодружених жінок, Таргарієни намагалися одружуватися з жінками валірійського походження: наприклад, вони тричі одружувалися з жінками з васального будинку Веларіонів; іноді брали дружин із Вільних Міст, де також проживали нащадки валірійців. Рейґар Таргарієн спочатку мав одружитися саме з благородною дамою з Вільних Міст — лорд Стеффон Баратеон (Таргарієн по матері) загинув саме після безплідної подорожі Вільними Містами, де він шукав принцу наречену. Дружиною принца в результаті стала його далека родичка Елія Дорнійська (нащадка Денеріс, сестри Дейрона II, одруженої з Мароном Мартеллом).

## Представники роду, які безпосередньо діють у творах циклу
- Дейнеріс Таргарієн, прозвана Буренародженою, Неопалимою, Матір'ю Драконів, — практично єдина спадкоємиця Еєріса Другого, що залишилася живою, вдова дотракійського кхала Дрого, яка веде активну завойовницьку політику. Власниця єдиних у світі трьох живих драконів.
- Візерис Таргарієн — брат Дейнеріс (разом із сестрою — єдині Таргарієни, що залишилися живими), який назвався Візерисом, третім носієм цього імені, лордом Семи Королівств, прозваний Королем-Жебраком. Продав Дейнеріс за дружину кхалу дотракійців Дрого в обмін (як він думав) на обіцянку відвоювати Сім Королівств і повалити Роберта Баратеона. Вбитий на бенкеті в Веєс Дотрак після спроб погрожувати Дейнеріс. Розгніваний кхал Дрого «коронував» його, виливши йому на голову розплавлене золото.
- Еймон Таргарієн — мейстер Чорного Замку в Нічному Дозорі, син Меєкара I Таргарієна і брат Еєгона V Таргарієна (Егга), який свого часу відмовився вступити на Залізний Трон як старший з синів короля Меєкара, що вижили (двоє старших синів — батька), поступившись його молодшому братові Еєгону, після чого добровільно пішов у Нічну Варту. Один із найстаріших людей у Семи Королівствах (на момент його смерті в «Бенкеті Стерв'ятників» йому було 102 роки).
- Ейгон Таргарієн — претендент на Залізний Трон, син Реєгара Таргарієна, принца Драконячого Каміння, онук Еєріса II Божевільного Таргарієна, племінник Дейнеріс Буренародженої, наприкінці «Танцю з драконами» висадився у Вестерос і його позиція є найбільш вигідною. Однак разом з тим досі неясно, чи дійсно це принц Ейгон, чи самозванець.
- Джон Сноу — син Ліанни Старк та Реєгара Таргарієна (у серіалі).
- Брінден Ріверз, також відомий як Кровокрук, — незаконнонароджений син короля Ейгона IV Таргарієна та його шостої фаворитки Мілесси Блеквуд. Він був останнім відомим власником валірійського меча Вісеньї Таргарієн — клинка Темна Сестра.

У циклі «Повісті про Дунка і Егге», дія якого розгортається приблизно за вісім десятиліть до початку циклу «Пісня Льоду і Полум'я», фігурує Егг Таргарієн (майбутній Еґон V), який є одним із двох головних героїв, а також його старші брати — принци Дерон та Еріон, його батько, принц Мейкар (майбутній король), і дядько, принц Бейлор.
Крім того, існує теорія про те, що Тиріон Ланністер насправді син не Тайвіна Ланністера, а Ейріса II Таргарієна. «Таргарієнство» Тіріона посилює його позицію як однієї з трьох «голів дракона», згаданих у пророкуванні Будинку Безсмертних.

## Телесеріали
Агентство Bloomberg склало рейтинг найбагатших сімей у телесеріалі «Гра престолів», знятого за мотивами циклу «Пісня Льоду та Вогню». Дім Таргарієнів зайняв у рейтингу перше місце завдяки володінню драконами — на думку експертів, «джерелами майже незрівнянної сили».
Завоювання Таргарієнами Вестероса та їх правління стало основою сюжету телесеріалу «Дім Дракона», про початок роботи над яким стало відомо у жовтні 2019 року.

## Вплив
У листопаді 2019 року Родріго Пегас, Борха Холгадо та Марія Едуарда Сантос-де-Кастро Леаль назвали та описали рід птерозаврів Targaryendraco. Родова назва поєднує у собі відсилання до роду Таргарієнів з лат. draco — дракон. Як і в літературних драконів, у знайденого зразка темні кістки.
Автори опису помістили Targaryendraco у власне сімейство Targaryendraconidae, що знаходиться в складі нової клади Targaryendraconia.